# Vänstern och demokraterna
Vänstern och demokraterna (Lewica i Demokraci, LiD) var en politisk vänsterallians i Polen. Den bildades år 2006 av fyra partier:
- Demokratiska vänsterförbundet (Sojusz Lewicy Demokratycznej) - socialdemokrater, socialliberala
- Polska socialdemokratin (Socjaldemokracja Polska) - socialdemokrater
- Demokratiska partiet (Partia Demokratyczna) - liberala
- Arbetsunionen (Unia Pracy) - socialdemokrater

I parlamentsvalet 2007 fick LiD 53 ledamöter i sejmen och inga i senaten.
LiD upplöstes i april 2008, till följd av interna motsättningar mellan medlemspartierna. 